# سعید باقرپسند
سعید باقرپسند (زادهٔ ۶ فروردین ۱۳۷۰) بازیکن فوتبال اهل ایران است که در پست مهاجم برای باشگاه فوتبال نساجی مازندران بازی می‌کند.

## دوران باشگاهی
وی سابقه بازی در تیم‌های شهرداری لنگرود، ماشین‌سازی، هف سمنان، شهرداری تبریز، داماش گیلان، سرخپوشان پاکدشت، آلومینیوم اراک، سومقاییت، ذوب‌آهن، ملوان و شمس آذر قزوین را نیز دارد.